# Étavigny
Étavigny é uma comuna francesa na região administrativa de Altos da França, no departamento de Oise. Estende-se por uma área de 7,17 km². Em 2010 a comuna tinha 152 habitantes (densidade: 21,2 hab./km²).